# Turks bruin zandoogje
Het Turks bruin zandoogje (Maniola megala) is een vlinder uit de onderfamilie Satyrinae van de familie Nymphalidae (aurelia's). De wetenschappelijke naam is voor het eerst geldig gepubliceerd in 1909 door Charles Oberthür.
De soort komt voor in Europa.